# Cyrtostylis reniformis
Cyrtostylis reniformis es una especie de orquídea de hábitos terrestres, originaria de Australia.

## Descripción
Es una orquídea  de hábitos terrestres, erecta que alcanza los 5-27 cm de altura. Las hojas son reniformes, circulares o cordadas, de 1,5-4 cm de largo, y 1.4-3.5 cm de ancho, siendo la superficie superior gris-verdosa con vetas blanquecinas, y la superficie inferior más pálida y cristalina. la inflorescencia de unos 8 cm de largo, con 1-8 flores  de color rojizo o marrón claro y rara vez de color verde amarillento luminoso. 

## Taxonomía
Cyrtostylis reniformis fue descrita por  Robert Brown y publicado en Prodromus Florae Novae Hollandiae 322. 1810.
Etimología
Cyrtostylis: nombre genérico que deriva de las palabras griegas: kyrtos = "curvado" y stylos = "columna".
reniformis: epíteto latino que significa "con forma de riñón".
Sinonimia
- Acianthus reniformis (R.Br.) Schltr.
- Caladenia reniformis (R.Br.) Rchb.f.[5][6]